# Kenya ai Giochi della XXVIII Olimpiade
Il Kenya partecipò ai Giochi della XXVIII Olimpiade, svoltisi ad Atene, Grecia, dal 13 al 29 agosto 2004, con una delegazione di 46 atleti impegnati in quattro discipline.

## Medaglie
Medaglie d'oro
| Medaglia | Nome           | Sport            | Evento           |
| -------- | -------------- | ---------------- | ---------------- |
| Oro      | Ezekiel Kemboi | Atletica leggera | 3000 metri siepi |

Medaglie d'argento
| Medaglia | Nome              | Sport            | Evento                    |
| -------- | ----------------- | ---------------- | ------------------------- |
| Argento  | Catherine Ndereba | Atletica leggera | Maratona femminile        |
| Argento  | Isabella Ochichi  | Atletica leggera | 5000 metri femminili      |
| Argento  | Bernard Lagat     | Atletica leggera | 1500 metri piani maschili |
| Argento  | Brimin Kipruto    | Atletica leggera | 3000 metri siepi          |

Medaglie di bronzo
| Medaglia | Nome                | Sport            | Evento                    |
| -------- | ------------------- | ---------------- | ------------------------- |
| Bronzo   | Paul Kipsiele Koech | Atletica leggera | 3000 metri siepi          |
| Bronzo   | Eliud Kipchoge      | Atletica leggera | 5000 metri piani maschili |

## Delegazione
| Sport            | Uomini | Donne | Totale |
| ---------------- | ------ | ----- | ------ |
| Atletica leggera | 20     | 11    | 31     |
| Canottaggio      | 1      | -     | 1      |
| Nuoto            | 1      | 1     | 2      |
| Pallavolo        | -      | 12    | 12     |
| Totale           | 22     | 24    | 46     |

## Risultati

### Atletica leggera
| Q | Qualificato al turno successivo per la Classifica in qualificazione                                                          |
| q | Qualificato per il turno successivo per ripescaggio o, negli eventi su campo, conquistando la misura minima per qualificarsi |

Maschile
Eventi su pista e strada
| Atleta               | Evento       | Batteria  | Batteria   | Semifinale      | Semifinale      | Finale          | Finale          |
| Atleta               | Evento       | Risultato | Classifica | Risultato       | Classifica      | Risultato       | Classifica      |
| -------------------- | ------------ | --------- | ---------- | --------------- | --------------- | --------------- | --------------- |
| Victor Kibet         | 400 m        | dnf       | -          | non qualificato | non qualificato | non qualificato | non qualificato |
| Vincent Mumo Kiilu   | 400 m        | 46"31     | 5º         | non qualificato | non qualificato | non qualificato | non qualificato |
| Ezra Sambu           | 400 m        | 45"59     | 2º Q       | 45"84           | 7º              | non qualificato | non qualificato |
| Wilfred Bungei       | 800 m        | 1'44"84   | 1º Q       | 1'44"28         | 1º Q            | 1'45"31         | 5º              |
| Joseph Mutua         | 800 m        | 1'45"65   | 1º Q       | 1'45"54         | 3º              | non qualificato | non qualificato |
| Michael Rotich       | 800 m        | 1'46"42   | 5º         | non qualificato | non qualificato | non qualificato | non qualificato |
| Timothy Kiptanui     | 1500 m       | 3'37"71   | 2º Q       | 3'41"04         | 3º Q            | 3'35"61         | 4º              |
| Bernard Lagat        | 1500 m       | 3'39"80   | 2º Q       | 3'35"84         | 2º Q            | 3'34"30         | Argento         |
| Isaac Kiprono Songok | 1500 m       | 3'38"89   | 5º Q       | 3'37"10         | 7º q            | 3'41"72         | 12º             |
| Abraham Chebii       | 5000 m       | 13'22"30  | 5º Q       | N.D.            | N.D.            | dnf             | -               |
| John Kibowen         | 5000 m       | 13'19"65  | 4º Q       | N.D.            | N.D.            | 13'18"24        | 6º              |
| Eliud Kipchoge       | 5000 m       | 13'19"01  | 2º Q       | N.D.            | N.D.            | 13'15"10        | Bronzo          |
| Charles Kamathi      | 10000 m      | N.D.      | N.D.       | N.D.            | N.D.            | 28'17"08        | 13º             |
| John Korir           | 10000 m      | N.D.      | N.D.       | N.D.            | N.D.            | 27'41"91        | 6º              |
| Moses Mosop          | 10000 m      | N.D.      | N.D.       | N.D.            | N.D.            | 27'46"61        | 7º              |
| Ezekiel Kemboi       | 3000 m siepi | 8'18"20   | 2º Q       | N.D.            | N.D.            | 8'05"81         | Oro             |
| Brimin Kipruto       | 3000 m siepi | 8'15"11   | 1º Q       | N.D.            | N.D.            | 8'06"11         | Argento         |
| Paul Kipsiele Koech  | 3000 m siepi | 8'24"68   | 3º Q       | N.D.            | N.D.            | 8'06"64         | Bronzo          |
| Paul Tergat          | Maratona     | N.D.      | N.D.       | N.D.            | N.D.            | 2h14'45         | 10º             |
| Erick Wainaina       | Maratona     | N.D.      | N.D.       | N.D.            | N.D.            | 2h13'30         | 7º              |

Femminile
Eventi su pista e strada
| Atleta            | Evento   | Batteria  | Batteria   | Semifinale      | Semifinale      | Finale          | Finale          |
| Atleta            | Evento   | Risultato | Classifica | Risultato       | Classifica      | Risultato       | Classifica      |
| ----------------- | -------- | --------- | ---------- | --------------- | --------------- | --------------- | --------------- |
| Faith Macharia    | 800 m    | 2'06"31   | 6ª         | non qualificata | non qualificata | non qualificata | non qualificata |
| Nancy Langat      | 1500 m   | 4'06"94   | 4ª Q       | 4'07"57         | 7ª              | non qualificata | non qualificata |
| Edith Masai       | 5000 m   | 15'01"92  | 5ª Q       | N.D.            | N.D.            | dnf             | -               |
| Isabella Ochichi  | 5000 m   | 14'55"69  | 4ª Q       | N.D.            | N.D.            | 14'48"19        | Argento         |
| Jane Wanjiku      | 5000 m   | 15'14"57  | 9ª         | N.D.            | N.D.            | non qualificata | non qualificata |
| Sally Barsosio    | 10000 m  | N.D.      | N.D.       | N.D.            | N.D.            | 32'14"00        | 17ª             |
| Alice Timbilil    | 10000 m  | N.D.      | N.D.       | N.D.            | N.D.            | 32'12"57        | 16ª             |
| Lucy Wangui       | 10000 m  | N.D.      | N.D.       | N.D.            | N.D.            | 31'05"90        | 9ª              |
| Alice Chelangat   | Maratona | N.D.      | N.D.       | N.D.            | N.D.            | 2h33'52         | 11ª             |
| Catherine Ndereba | Maratona | N.D.      | N.D.       | N.D.            | N.D.            | 2h26'32         | Argento         |
| Margaret Okayo    | Maratona | N.D.      | N.D.       | N.D.            | N.D.            | dnf             | -               |

### Canottaggio
| Atleta           | Evento           | Batteria  | Batteria   | Ripescaggio | Ripescaggio | Semifinali | Semifinali | Finale    | Finale     |
| Atleta           | Evento           | Risultato | Classifica | Risultato   | Classifica  | Risultato  | Classifica | Risultato | Classifica |
| ---------------- | ---------------- | --------- | ---------- | ----------- | ----------- | ---------- | ---------- | --------- | ---------- |
| Ibrahim Githaiga | Singolo maschile | 8'13"33   | 4º R       | 7'25"58     | 4º SD/E     | 7'40"78    | 6º FE      | 7'29"02   | 29º        |

### Nuoto
Maschile
| Atleta    | Evento     | Batteria  | Batteria   | Semifinale      | Semifinale      | Finale          | Finale          |
| Atleta    | Evento     | Risultato | Classifica | Risultato       | Classifica      | Risultato       | Classifica      |
| --------- | ---------- | --------- | ---------- | --------------- | --------------- | --------------- | --------------- |
| Amar Shah | 100 m rana | 1'10"17   | 58º        | non qualificato | non qualificato | non qualificato | non qualificato |

Femminile
| Atleta    | Evento            | Batteria  | Batteria   | Semifinale      | Semifinale      | Finale          | Finale          |
| Atleta    | Evento            | Risultato | Classifica | Risultato       | Classifica      | Risultato       | Classifica      |
| --------- | ----------------- | --------- | ---------- | --------------- | --------------- | --------------- | --------------- |
| Eva Donde | 50 m stile libero | 29"47     | 57ª        | non qualificata | non qualificata | non qualificata | non qualificata |

### Pallavolo
| Squadra   | Torneo    | Girone               | Girone               | Girone               | Girone               | Girone               | Girone | Quarti               | Semifinali           | Finale               | Pos.            |
| Squadra   | Torneo    | Avversario Punteggio | Avversario Punteggio | Avversario Punteggio | Avversario Punteggio | Avversario Punteggio | Pos.   | Avversario Punteggio | Avversario Punteggio | Avversario Punteggio | Pos.            |
| --------- | --------- | -------------------- | -------------------- | -------------------- | -------------------- | -------------------- | ------ | -------------------- | -------------------- | -------------------- | --------------- |
| Nazionale | Femminile | Grecia P 0-3         | Brasile P 0-3        | Corea del Sud P 0-3  | Italia P 0-3         | Giappone P 0-3       | 6°     | non qualificate      | non qualificate      | non qualificate      | non qualificate |